# Augochloropsis leurotricha
Augochloropsis leurotricha är en biart som beskrevs av Jesus Santiago Moure 1943. Augochloropsis leurotricha ingår i släktet Augochloropsis och familjen vägbin. Inga underarter finns listade.